# Ministério da Defesa (Argentina)

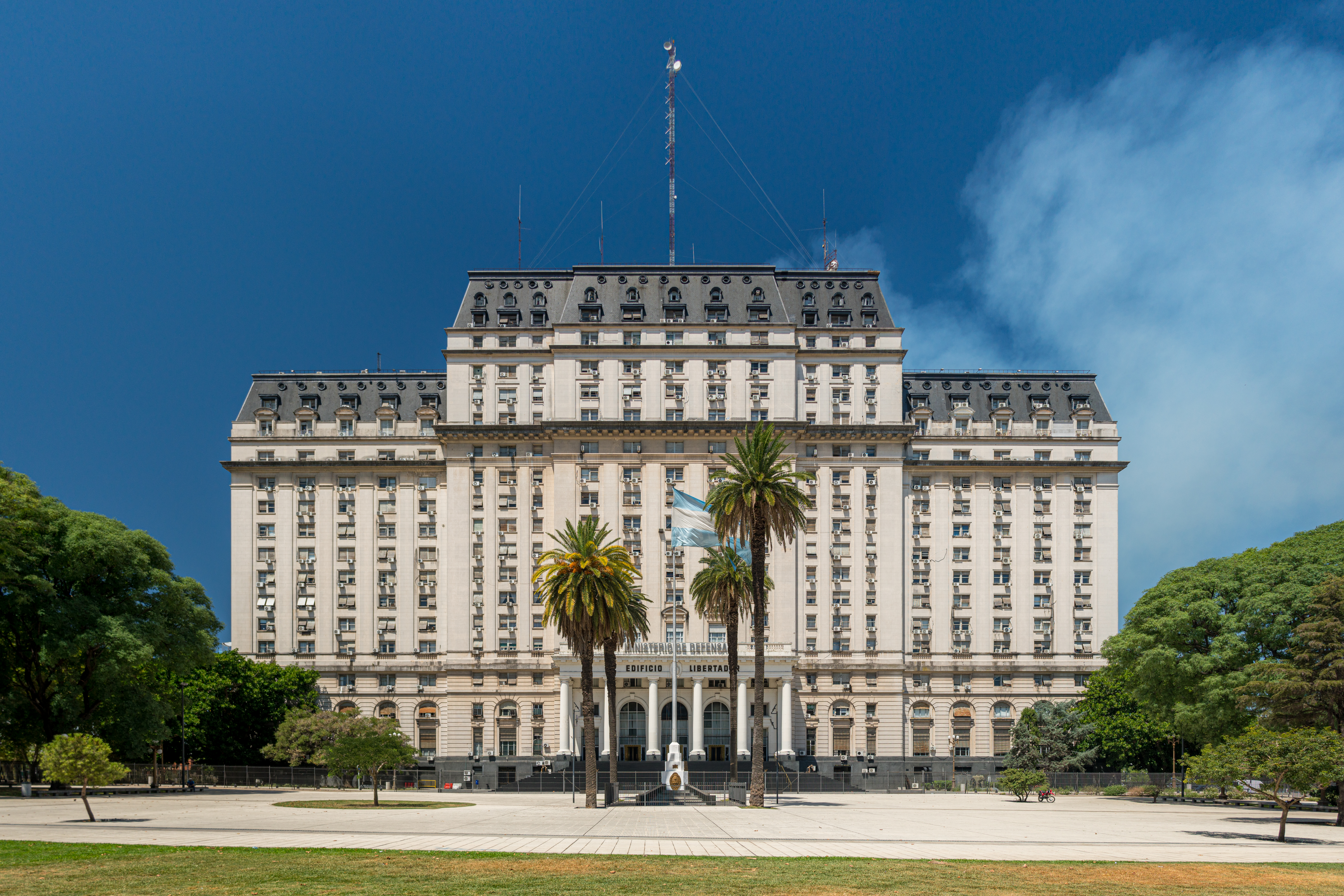
Edifício Libertador, em Buenos Aires.

O Ministério da Defesa da Argentina é um ministério do poder executivo nacional que trata de tudo relacionado à defesa nacional da Argentina. Atualmente, sua sede é o Edifício Libertador, em Buenos Aires.